# Michael Waltenberger
Michael Waltenberger (* 9. März 1967 in München) ist ein deutscher germanistischer Mediävist.

## Leben
Von 1988 bis 1995 studierte er Germanistik und Theaterwissenschaft an der Ludwig-Maximilians-Universität München. Nach der Promotion 1998 und der Habilitation 2010 an der LMU war er seit 2011 Professor für Deutsche Literatur des Mittelalters im europäischen Kontext an der Johann Wolfgang Goethe-Universität Frankfurt am Main. Seit 2016 hat er einen Lehrstuhl für Germanistische Mediävistik an der LMU inne.
Seine Forschungsschwerpunkte sind deutschsprachige Texte des Mittelalters im Kontext der romanischen und lateinischen Literatur, mittelalterliche und frühneuzeitliche Kurzerzählungen und Erzählsammlungen, politische Anthropologie der Tierepik, Literaturtheorie und Narratologie, Mittelalterrezeption im Musiktheater und Vormodernes in der Gegenwartsliteratur.